# إرنست لودفيغ كيرشنر
إرنست لودويغ كيرشنر (بالألمانية: Ernst Ludwig Kirchner )‏ (و. 1880 – 1938 م) هو رسام ألماني، ولد في أشافنبورغ، شارك في Documenta 1 ‏، وII. documenta ‏، ومعرض دوكومنتا الثالث ‏، توفي عن عمر يناهز 58 عاماً، بسبب إصابة بعيار ناري.

## التعليم
تعلم في جامعة دريسدن التقنية.

## روابط خارجية
- إرنست لودفيغ كيرشنر على موقع الموسوعة البريطانية (الإنجليزية)
- إرنست لودفيغ كيرشنر على موقع ديسكوغز (الإنجليزية)